# Mount Newall
Mount Newall är ett berg i Antarktis. Det ligger i Östantarktis. Nya Zeeland gör anspråk på området. Toppen på Mount Newall är 1 920 meter över havet, eller 422 meter över den omgivande terrängen. Bredden vid basen är 7,5 km.
Terrängen runt Mount Newall är kuperad åt sydost, men åt nordväst är den bergig. Trakten är obefolkad. Det finns inga samhällen i närheten. 